# 자코모 잔니오티
자코모 잔니오티(이탈리아어: Giacomo Gianniotti, 1989년 6월 19일 ~ )는 이탈리아 태생으로 캐나다에서 활동하는 배우이다. 《머독 미스터리》의 레슬리 역, 《그레이 아나토미》의 앤드루 역으로 유명하다.

## 출연작 목록

### 텔레비전 드라마
| 연도    | 제목            | 원제              | 배역          | 비고       |
| ------- | --------------- | ----------------- | ------------- | ---------- |
| 2013    | 레인            | Reign             | 줄리언 경     | 5회분 출연 |
| 2013-14 | 머독 미스터리   | Murdoch Mysteries | 레슬리 갈런드 | 9회분 출연 |
| 2014    | 셀피            | Selfie            | 프레디        | 9회분 출연 |
| 2015-   | 그레이 아나토미 | Grey's Anatomy    | 앤드루 델루카 | 주역       |